# Capanna Alpe Spluga
Die Capanna Alpe Spluga (deutsch: Alpesplugahütte) ist eine Hütte im oberen Valle di Giumaglio, einem linken Seitental des Maggiatales in den Tessiner Alpen. Sie liegt auf dem Gebiet von Giumaglio (Gemeinde Maggia) und gehört dem Patriziato von Giumaglio.

## Beschreibung
Die Hütte befindet sich auf 1839 m ü. M. am Fusse des Pizzo delle Pecore 2381 m ü. M. auf der Alp Spluga zuoberst im Tal von Giumaglio. Sie besteht aus drei der elf ehemaligen kleinen Alphütten aus Stein, die umgebaut und 2005 eingeweiht wurden. Das Patriziato wollte damit die Alp mit ihren traditionellen Hütten für die Nachwelt und den Tourismus erhalten. 
Die drei Hütten haben einen Plattenboden und teils getäferte, teils verputzte Wände. In der ersten Hütte befinden sich der Aufenthaltsraum, die Küche und drei Schlafplätze. In der zweiten WC und Dusche, Schrank und drei Schlafplätze und in der dritten der Schlafraum mit 8 Schlafplätzen. Im Vorratsraum hat es Getränke zum Kaufen. Es gibt eine Kochgelegenheit mit Holz und Gas, geheizt wird mit einem Holzofen. Die Beleuchtung und Stromversorgung mit 220 V erfolgt mit einer Wasserturbine.
Die Hütte ist Etappenort des Via Alta Vallemaggia (VAVM).

## Zustieg
- Von Giumaglio (367 m ü. M.) durch das Valle di Giumaglio, Gehzeit 4 Stunden, Schwierigkeitsgrad T2. Giumaglio ist mit öffentlichen Verkehrsmitteln erreichbar.
- Von Giumaglio über den Südgrat des Punto di Spluga und das ehemalige Maiensäss Costa (1505 m) in 5 Stunden, T3.

## Übergänge und Nachbarhütten
- Rifugio Alpe Masnee über den Passo dei Due Laghi (3. Etappe VAVM) in 8 ½ Stunden, T4-
- Capanna Tomeo über die Bocchetta del Sasso Bello (4. Etappe  VAVM), in 7 Stunden, T4[3]